# Il fantasma dei laghi
Il fantasma dei laghi è un film muto italiano del 1921 diretto ed interpretato da Emilio Graziani-Walter.